# Eleições estaduais em Minas Gerais em 2018
As eleições estaduais em Minas Gerais em 2018 foram realizadas em 7 de outubro, como parte das eleições gerais no Distrito Federal e em 26 estados, para eleger um governador e vice-governador, dois senadores e quatro suplentes de senador, 53 deputados federais e 77 estaduais. Na eleição para governador, o empresário Romeu Zema (NOVO) terminou em primeiro lugar com 42,73% dos votos, seguido pelo então senador Antonio Anastasia (PSDB) com 29,06%. Fernando Pimentel (PT) não conseguiu se reeleger, terminando em terceiro lugar com 23,12% dos votos. Como o primeiro colocado não atingiu mais de 50% dos votos, um segundo turno foi realizado em 28 de outubro. Zema foi eleito governador com 71,80% dos votos, e Anastasia ficou em segundo com 28,20%.
Para o Senado Federal, o então deputado federal Rodrigo Pacheco (DEM) e o jornalista e apresentador Carlos Viana (PHS) foram os eleitos para ocupar as cadeiras pertencentes a Aécio Neves (PSDB) e Zezé Perrella (MDB). Eles tiveram, respectivamente, 20,49% e 20,22% dos votos. Dinis Pinheiro (SD) ficou em terceiro com 18,42% dos votos, e a ex-presidente Dilma Rousseff (PT), que havia sofrido processo de impeachment dois anos antes, terminou em quarto com 15,35% dos votos.

## Candidatos a governador
| Candidato(a) a governador(a) | Candidato(a) a governador(a) | Candidato(a) a governador(a) | Candidato(a) a vice-governador(a) | Nº | Coligação/Partido | Coligações proporcionais/Partido | Tempo de horário eleitoral |
| --- | --- | --- | --- | --- | --- | --- | -------------------------- |
| | | Dirlene Marques PSOL | Sara Azevedo PSOL | 50 | Frente Minas Socialista PSOL, PCB | Frente Minas Socialista PSOL, PCB | 0:11                       |
| | | Fernando Pimentel PT | Jô Moraes PCdoB | 13 | Do Lado do Povo PT, PCdoB, PSB, DC | Juntos com o Povo PT, PCdoB, PSB, DC | 2:38                       |
| | | João Batista Mares Guia REDE | Dr. Giovanni1 REDE | 18 | Rede Sustentabilidade REDE | Minas à Frente REDE, PRTB | 0:08                       |
| | | Alexandre Flach PCO | Sebastião Pessoa PCO | 29 | Partido da Causa Operária PCO | Partido da Causa Operária PCO | 0:06                       |
| | | Romeu Zema NOVO | Paulo Brant NOVO | 30 | Partido Novo NOVO | Partido Novo NOVO | 0:06                       |
| | | Antonio Anastasia PSDB | Marcos Montes PSD | 45 | Reconstruir Minas PSDB, PSD, DEM, SD, PTB, PPS, PMN, PSC, PP, PR, PTC, PATRI, PMB                                                                     | Reconstrução Já PSDB, PSD, DEM, PP, PPS, PR, SD Renovação PTC, PATRI, PMB Unidos por Minas PMN, PSC, PTB                                              | 3:20                       |
| | | Jordano Metalúrgico PSTU | Victoria de Fátima de Mello PSTU | 16 | Partido Socialista dos Trabalhadores Unificado PSTU                                                                                                   | Partido Socialista dos Trabalhadores Unificado PSTU                                                                                                   | 0:06                       |
| | | Claudiney Dulim AVANTE | Leandro Ramon AVANTE | 70 | Avante AVANTE | Avante AVANTE | 0:07                       |
| | | Adalclever Lopes MDB | Adriana Buzelin PV | 15 | #MinasTemJeito MDB, PV, PDT, PODE, PROS, PRB | #MinasParaTodos MDB, PV, PDT, PRB Sem coligação PODE / PROS                                                                                           | 2:17                       |
| Apresentação de acordo com a ordem da propaganda eleitoral ↑1 - Dr. Giovanni substituiu Abraão Graaco (REDE) após este ter sua candidatura indeferida | Apresentação de acordo com a ordem da propaganda eleitoral ↑1 - Dr. Giovanni substituiu Abraão Graaco (REDE) após este ter sua candidatura indeferida | Apresentação de acordo com a ordem da propaganda eleitoral ↑1 - Dr. Giovanni substituiu Abraão Graaco (REDE) após este ter sua candidatura indeferida | Apresentação de acordo com a ordem da propaganda eleitoral ↑1 - Dr. Giovanni substituiu Abraão Graaco (REDE) após este ter sua candidatura indeferida | Apresentação de acordo com a ordem da propaganda eleitoral ↑1 - Dr. Giovanni substituiu Abraão Graaco (REDE) após este ter sua candidatura indeferida | Apresentação de acordo com a ordem da propaganda eleitoral ↑1 - Dr. Giovanni substituiu Abraão Graaco (REDE) após este ter sua candidatura indeferida | Apresentação de acordo com a ordem da propaganda eleitoral ↑1 - Dr. Giovanni substituiu Abraão Graaco (REDE) após este ter sua candidatura indeferida | Sobras: 0:01               |

### Renúncias
| Candidato(a) a governador(a) | Candidato(a) a governador(a) | Candidato(a) a governador(a) | Candidato(a) a vice-governador(a) | Nº | Coligação/Partido                                 | Notas |
| ---------------------------- | ---------------------------- | ---------------------------- | --------------------------------- | -- | ------------------------------------------------- | --- |
|                              |                              | Marcio Lacerda PSB           | Adalclever Lopes MDB              | 40 | #MinasTemJeito PSB, MDB, PV, PDT, PODE, PROS, PRB | Em 21 de agosto, o candidato decidiu retirar sua candidatura após travar uma disputa com o comando nacional do partido, que fechara acordo com o PT em troca da neutralidade nas eleições presidenciais. Em carta, o ex-prefeito de Belo Horizonte decidiu também sair do PSB, chamando a aliança com o PT de "antidemocrática e arbitrária". O PSB posteriormente migrou para a Coligação Do Lado do Povo, fazendo apoio à candidatura de Fernando Pimentel. A Coligação #MinasTemJeito decidiu colocar o então vice-candidato Adalclever Lopes (MDB) como substituto, e Adriana Buzelin (PV) como vice. |

## Candidatos a senador
| Candidato(a) a senador | Candidato(a) a senador | Candidato(a) a senador | Candidatos a suplente | Nº | Coligação/Partido | Tempo de horário eleitoral |
| --- | --- | --- | --- | --- | --- | -------------------------- |
| | | Coronel Lacerda PPL | 1º: Policial Bruno (PPL) 2º: Agente Madeira (PPL)                                                                                             | 540 | Partido Pátria Livre PPL | 0:03                       |
| | | Bispo Damasceno PPL | 1º: Maurício Araújo (PPL) 2º: Janaína Oliveira (PPL)                                                                                          | 544 | Partido Pátria Livre PPL | 0:03                       |
| | | Rodrigo Pacheco DEM | 1º: Renzo Braz (PP) 2º: Ana Maria (PSDB) | 250 | Reconstruir Minas PSDB, PSD, DEM, SD, PTB, PPS, PMN, PSC, PP, PR, PTC, PATRI, PMB                                                             | 2:33                       |
| | | Dinis Pinheiro SD | 1º: Alberto Pinto Coelho (PPS) 2º: Henrique Braga (PSDB)                                                                                      | 777 | Reconstruir Minas PSDB, PSD, DEM, SD, PTB, PPS, PMN, PSC, PP, PR, PTC, PATRI, PMB                                                             | 2:33                       |
| | | Miguel Corrêa PT | 1º: Cida de Jesus (PT) 2º: Kinca de Salinas (PT)                                                                                              | 130 | Do Lado do Povo PT, PCdoB, PSB, DC | 2:00                       |
| | | Dilma Rousseff PT | 1º: Pedro Patrus (PT) 2º: Arnaldo Godoy (PT)                                                                                                  | 133 | Do Lado do Povo PT, PCdoB, PSB, DC | 2:00                       |
| | | Carlos Viana PHS | 1º: Castellar Guimarães Neto (PHS) 2º: Danilo Martins de Oliveira (PHS)                                                                       | 310 | Partido Humanista da Solidariedade PHS | 0:07                       |
| | | Kaka Menezes REDE | 1º: Odair Ferreira (REDE) 2º: Du Fidelis (REDE)1                                                                                              | 180 | Rede Sustentabilidade REDE | 0:05                       |
| | | Duda Salabert PSOL | 1º: Chico Bento Gerson (PSOL) 2º: Professor Luiz (PSOL)                                                                                       | 500 | Frente Minas Socialista PSOL, PCB | 0:07                       |
| | | Tulio Lopes PCB | 1º: Eloisa Aquino (PSOL) 2º: Emanuel Bonfante (PCB)                                                                                           | 210 | Frente Minas Socialista PSOL, PCB | 0:07                       |
| | | Rodrigo Paiva NOVO | 1º: José Carlos Lassi Caldeira (NOVO) 2º: Eduardo Celeghini (NOVO)                                                                            | 300 | Partido Novo NOVO | 0:03                       |
| | | Vanessa Portugal PSTU | 1º: Geraldo Batata (PSTU) 2º: José João da Silva (PSTU)                                                                                       | 161 | Partido Socialista dos Trabalhadores Unificado PSTU                                                                                           | 0:03                       |
| | | Ana Alves PCO | 1º: Fernando Lacerda (PCO) 2º: Jean Cláudio (PCO)                                                                                             | 290 | Partido da Causa Operária PCO | 0:03                       |
| | | Edson André AVANTE | 1º: Helberth Tibé (AVANTE) 2º: Mestre Rogerio Rocha (AVANTE)                                                                                  | 700 | Avante AVANTE | 0:04                       |
| | | Fábio Cherem PDT | Daniel Nepomuceno (PV) Glycon Terra Pinto Júnior (MDB)                                                                                        | 123 | #MinasTemJeito MDB, PV, PDT, PODE, PROS, PRB                                                                                                  | 1:45                       |
| Apresentação de acordo com a ordem da propaganda eleitoral ↑1 - Du Fidelis substituiu Maria do Carmo (REDE) após esta renunciar a candidatura | Apresentação de acordo com a ordem da propaganda eleitoral ↑1 - Du Fidelis substituiu Maria do Carmo (REDE) após esta renunciar a candidatura | Apresentação de acordo com a ordem da propaganda eleitoral ↑1 - Du Fidelis substituiu Maria do Carmo (REDE) após esta renunciar a candidatura | Apresentação de acordo com a ordem da propaganda eleitoral ↑1 - Du Fidelis substituiu Maria do Carmo (REDE) após esta renunciar a candidatura | Apresentação de acordo com a ordem da propaganda eleitoral ↑1 - Du Fidelis substituiu Maria do Carmo (REDE) após esta renunciar a candidatura | Apresentação de acordo com a ordem da propaganda eleitoral ↑1 - Du Fidelis substituiu Maria do Carmo (REDE) após esta renunciar a candidatura | Sobras: 0:07               |

## Pesquisas

### Para governador
| Data  | Instituto | Margem de erro | Anastasia (PSDB) | Pimentel (PT) | Zema (NOVO) | Mares Guia (REDE) | Dirlene (PSOL) | Lopes (MDB) | Flach (PCO) | Dulim (AVANTE) | Jordano (PSTU) | Brancos e Nulos | Não sabe/ Não respondeu |
| ----- | --------- | -------------- | ---------------- | ------------- | ----------- | ----------------- | -------------- | ----------- | ----------- | -------------- | -------------- | --------------- | ----------------------- |
| 29/08 | IBOPE     | ±3%            | 24%              | 14%           | 3%          | 3%                | 2%             | 1%          | 1%          | 0%             | 0%             | 32%             | 20%                     |
| 06/09 | Datafolha | ±3%            | 32%              | 22%           | 5%          | 2%                | 1%             | 2%          | 0%          | 1%             | 1%             | 24%             | 10%                     |
| 06/09 | Datafolha | ±3%            | 33%              | 23%           | 7%          | 3%                | 2%             | 3%          | 0%          | 0%             | 0%             | 20%             | 9%                      |
| 27/09 | IBOPE     | ±3%            | 35%              | 21%           | 8%          | 2%                | 2%             | 3%          | 0%          | 1%             | 1%             | 17%             | 10%                     |
| 28/09 | Datafolha | ±3%            | 33%              | 24%           | 9%          | 1%                | 1%             | 4%          | 0%          | 0%             | 1%             | 17%             | 9%                      |
| 04/10 | Datafolha | ±3%            | 32%              | 21%           | 15%         | 2%                | 1%             | 5%          | 1%          | 1%             | 0%             | 13%             | 9%                      |

### Para senador
| Data  | Instituto | Margem de erro | Dilma (PT) | Viana (PHS) | Dinis (SD) | Pacheco (DEM) | Lacerda (PPL) | Cherem (PDT) | Paiva (NOVO) | Corrêa (PT) | Bispo (PPL) | Lopes (PCB) | Vanessa (PSTU) | Alves (PCO) | Duda (PSOL) | Kaká (REDE) | Reis (AVANTE) | B/N | NS/NR |
| ----- | --------- | -------------- | ---------- | ----------- | ---------- | ------------- | ------------- | ------------ | ------------ | ----------- | ----------- | ----------- | -------------- | ----------- | ----------- | ----------- | ------------- | --- | ----- |
| 22/08 | Datafolha | ±3%            | 25%        | 11%         | 5%         | 6%            | 8%            | 6%           | 6%           | 2%          | 7%          | 8%          | 6%             | 5%          | 1%          | 2%          | 2%            | 64% | 36%   |
| 06/09 | Datafolha | ±3%            | 26%        | 11%         | 7%         | 9%            | 8%            | 5%           | 6%           | 4%          | 5%          | 6%          | 4%             | 4%          | 1%          | 2%          | 1%            | 61% | 40%   |
| 12/09 | IBOPE     | ±3%            | 28%        | 12%         | 7%         | 7%            | 5%            | 5%           | 5%           | 4%          | 4%          | 4%          | 4%             | 3%          | 2%          | 2%          | 1%            | 50% | 57%   |
| 27/09 | IBOPE     | ±3%            | 26%        | 15%         | 15%        | 14%           | 6%            | 9%           | 7%           | 5%          | 6%          | 3%          | 3%             | 2%          | 3%          | 2%          | 2%            | 44% | 38%   |
| 28/09 | Datafolha | ±3%            | 28%        | 14%         | 10%        | 17%           | 6%            | 11%          | 8%           | 5%          | 5%          | 4%          | 3%             | 3%          | 4%          | 2%          | 1%            | 40% | 39%   |

## Debates televisionados

### 1.º turno
| Data         | Organizadores                   | Mediador        | Anastasia (PSDB) | Pimentel (PT) | Zema (NOVO)   | Lopes (MDB)   | Mares Guia (REDE) | Dirlene (PSOL) | Dulim (AVANTE) | Jordano (PSTU) | Flach (PCO)   | Marcio (PSB) |
| ------------ | ------------------------------- | --------------- | ---------------- | ------------- | ------------- | ------------- | ----------------- | -------------- | -------------- | -------------- | ------------- | ------------ |
| 16/08, 22h   | Band Minas                      | Inácia Soares   | Presente         | Presente      | Não convidado | —             | Presente          | Presente       | Presente       | Não convidado  | Não convidado | Presente     |
| 18/09, 23h   | TV Alterosa, Uai                | Benny Cohen     | Presente         | Presente      | Não convidado | Presente      | Presente          | Presente       | Presente       | Não convidado  | Não convidado | —            |
| 29/09, 13h25 | RecordTV Minas, R7, Rádio Super | Eduardo Ribeiro | Presente         | Presente      | Não convidado | Presente      | Presente          | Presente       | Presente       | Não convidado  | Não convidado | —            |
| 02/10, 22h05 | TV Globo Minas, G1              | Presente        | Presente         | Presente      | Presente      | Não convidado | Presente          | Presente       | Não convidado  | Não convidado  | —             |              |

### 2.º turno
O candidato Romeu Zema faltou ao debate realizado pela TV Alterosa em 23 de outubro, alegando que, "por causa de atrasos na agenda do dia, não teve tempo de se preparar". Como acertado anteriormente com as representações partidárias, o debate virou automaticamente uma entrevista com o candidato Antonio Anastasia.
| Data         | Organizadores                   | Mediador      | Anastasia (PSDB) | Zema (NOVO) |
| ------------ | ------------------------------- | ------------- | ---------------- | ----------- |
| 18/10, 22h30 | Band Minas                      | Inácia Soares | Presente         | Presente    |
| 20/10, 13h20 | RecordTV Minas, R7, Rádio Super | Carla Cecato  | Presente         | Presente    |
| 23/10, 17h45 | TV Alterosa, Uai                | Benny Cohen   | Presente         | Ausente     |
| 25/10, 22h05 | TV Globo Minas, G1              | Presente      | Presente         |             |

## Resultados

### Governador

Candidato mais votado por município no 1.º turno (853 municípios):
Romeu Zema (341 municípios + capital)
Antonio Anastasia (274 municípios)
Fernando Pimentel (234 municípios)
Adalclever Lopes (1 município)
João Batista dos Mares Guia (1 município)
Empate

| Candidato(a)                   | Vice                               | Primeiro turno 7 de outubro de 2018 | Primeiro turno 7 de outubro de 2018 | Segundo turno 28 de outubro de 2018 | Segundo turno 28 de outubro de 2018 |
| Candidato(a)                   | Vice                               | Total                               | Percentagem                         | Total                               | Percentagem                         |
| ------------------------------ | ---------------------------------- | ----------------------------------- | ----------------------------------- | ----------------------------------- | ----------------------------------- |
| Romeu Zema (NOVO)              | Paulo Brant (NOVO)                 | 4.138.967                           | 42,73%                              | 6.963.806                           | 71,80%                              |
| Antonio Anastasia (PSDB)       | Marcos Montes (PSD)                | 2.814.704                           | 29,06%                              | 2.734.452                           | 28,20%                              |
| Fernando Pimentel (PT)         | Jô Moraes (PCdoB)                  | 2.239.379                           | 23,12%                              | Não participaram                    | Não participaram                    |
| Adalclever Lopes (MDB)         | Adriana Buzelin (PV)               | 268.683                             | 2,77%                               | Não participaram                    | Não participaram                    |
| Dirlene Marques (PSOL)         | Sara Azevedo (PSOL)                | 133.986                             | 1,38%                               | Não participaram                    | Não participaram                    |
| João Batista Mares Guia (REDE) | Dr. Giovanni (REDE)                | 56.856                              | 0,59%                               | Não participaram                    | Não participaram                    |
| Claudiney Dulim (AVANTE)       | Leandro Ramon (AVANTE)             | 18.330                              | 0,19%                               | Não participaram                    | Não participaram                    |
| Jordano Metalúrgico (PSTU)     | Victoria de Fátima de Mello (PSTU) | 15.742                              | 0,16%                               | Não participaram                    | Não participaram                    |
| Alexandre Flach (PCO)          | Sebastião Pessoa (PCO)             | 4.088                               | 0,00%                               | Não participaram                    | Não participaram                    |
| → Total de votos válidos       | → Total de votos válidos           | 9.686.647                           | 79,33%                              | 9.698.258                           | 80,39%                              |
| → Votos em branco              | → Votos em branco                  | 797.534                             | 6,53%                               | 476.476                             | 3,95%                               |
| → Votos nulos                  | → Votos nulos                      | 1.722.385                           | 14,10%                              | 1.889.549                           | 15,66%                              |
| → Votos anulados               | → Votos anulados                   | 4.088                               | 0,03%                               | 0                                   | 0,00%                               |
| Total                          | Total                              | 12.211.254                          | 77,80%                              | 12.064.283                          | 76,86%                              |
| Abstenções                     | Abstenções                         | 3.483.956                           | 22,20%                              | 3.631.177                           | 23,14%                              |
| Eleitorado apto                | Eleitorado apto                    | 15.695.210                          | 15.695.210                          | 15.695.460                          | 15.695.460                          |

| Partido | Partido | Candidato  | Votos     | Votos (%) |
| ------- | ------- | ---------- | --------- | --------- |
|         | NOVO    | Zema       | 4 138 967 | 42,73%    |
|         | PSDB    | Anastasia  | 2 814 704 | 29,06%    |
|         | PT      | Pimentel   | 2 239 379 | 23,12%    |
|         | MDB     | Adalclever | 268 683   | 2,77%     |
|         | PSOL    | Dirlene    | 133 986   | 1,38%     |
|         | REDE    | João       | 56 856    | 0,59%     |
|         | Avante  | Dulim      | 18 330    | 0,19%     |
|         | PSTU    | Jordano    | 15 742    | 0,16%     |
| Totais  | Totais  | Totais     | 9 686 647 |           |

| Partido | Partido | Candidato | Votos     | Votos (%) |
| ------- | ------- | --------- | --------- | --------- |
|         | NOVO    | Zema      | 6 963 806 | 71,8%     |
|         | PSDB    | Anastasia | 2 734 452 | 28,2%     |
| Totais  | Totais  | Totais    | 9 698 258 |           |

### Senadores eleitos
| Candidato(a)             | Turno único 7 de outubro de 2018 | Turno único 7 de outubro de 2018 |
| Candidato(a)             | Total                            | Percentagem                      |
| ------------------------ | -------------------------------- | -------------------------------- |
| Rodrigo Pacheco (DEM)    | 3.616.864                        | 20,49%                           |
| Carlos Viana (PHS)       | 3.568.658                        | 20,22%                           |
| Dinis Pinheiro (SD)      | 3.251.175                        | 18,42%                           |
| Dilma Rousseff (PT)      | 2.709.233                        | 15,35%                           |
| Rodrigo Paiva (NOVO)     | 1.342.645                        | 7,61%                            |
| Miguel Corrêa (PT)       | 1.282.946                        | 7,27%                            |
| Fábio Cherem (PDT)       | 899.824                          | 5,10%                            |
| Duda Salabert (PSOL)     | 351.874                          | 1,99%                            |
| Coronel Lacerda (PPL)    | 307.197                          | 1,74%                            |
| Tulio Lopes (PCB)        | 92.165                           | 0,52%                            |
| Kaka Menezes (REDE)      | 86.771                           | 0,49%                            |
| Bispo Damasceno (PPL)    | 56.129                           | 0,32%                            |
| Vanessa Portugal (PSTU)  | 53.272                           | 0,30%                            |
| Edson André (AVANTE)     | 29.869                           | 0,17%                            |
| Ana Alves (PCO)          | 25.675                           | 0,00%                            |
| → Total de votos válidos | 17.648.612                       | 72,26%                           |
| → Votos em branco        | 2.206.967                        | 9,04%                            |
| → Votos nulos            | 4.541.254                        | 18,59%                           |
| → Votos anulados         | 25.675                           | 0,11%                            |
| Total                    | 24.442.508                       | 77,80%                           |
| Abstenções               | 3.483.956                        | 22,20%                           |
| Eleitorado apto          | 15.695.210                       | 15.695.210                       |

### Deputados federais eleitos
Minas Gerais teve 825 candidatos aptos para concorrer a 53 das 513 cadeiras de deputado federal na Câmara dos Deputados do Brasil.

Representação eleita
  PT: 8
  PSL: 6
  PSDB: 5
  MDB: 4
  AVANTE: 3
  PSB: 3
  PSD: 3
  NOVO: 2
  PATRI: 2
  PDT: 2
  PHS: 2
  PP: 2
  PRB: 2
  PROS: 2
  DEM: 1
  PMN: 1
  PODE: 1
  PR: 1
  PSC: 1
  PSOL: 1
  SD: 1

| Candidato(a)             | Partido | Votos   | Percentual | Cidade de origem      | Unidade federativa |
| ------------------------ | ------- | ------- | ---------- | --------------------- | ------------------ |
| Marcelo Álvaro Antônio   | PSL     | 230.008 | 2,28%      | Belo Horizonte        | Minas Gerais       |
| Reginaldo Lopes          | PT      | 194.332 | 1,93%      | Bom Sucesso           | Minas Gerais       |
| André Janones            | AVANTE  | 178.660 | 1,77%      | Ituiutaba             | Minas Gerais       |
| Paulo Guedes             | PT      | 176.841 | 1,75%      | Manga                 | Minas Gerais       |
| Áurea Carolina           | PSOL    | 162.740 | 1,61%      | Tucuruí               | Pará               |
| Gilberto Abramo          | PRB     | 162.092 | 1,61%      | Porto Ferreira        | São Paulo          |
| Cabo Junio Amaral        | PSL     | 158.541 | 1,57%      | Belo Horizonte        | Minas Gerais       |
| Eros Biondini            | PROS    | 157.394 | 1,56%      | Belo Horizonte        | Minas Gerais       |
| Rogério Correia          | PT      | 131.312 | 1,30%      | Belo Horizonte        | Minas Gerais       |
| Padre João               | PT      | 131.228 | 1,30%      | Urucânia              | Minas Gerais       |
| Rodrigo de Castro        | PSDB    | 131.120 | 1,30%      | Viçosa                | Minas Gerais       |
| Weliton Prado            | PROS    | 129.199 | 1,28%      | Uberlândia            | Minas Gerais       |
| Misael Varella           | PSD     | 128.537 | 1,28%      | Muriaé                | Minas Gerais       |
| Hercílio Coelho Diniz    | MDB     | 120.489 | 1,20%      | Governador Valadares  | Minas Gerais       |
| Stefano Aguiar           | PSD     | 115.795 | 1,15%      | Belo Horizonte        | Minas Gerais       |
| Patrus Ananias           | PT      | 112.724 | 1,12%      | Bocaiuva              | Minas Gerais       |
| Zé Silva                 | SD      | 109.335 | 1,08%      | Iturama               | Minas Gerais       |
| Marcelo Aro              | PHS     | 107.219 | 1,06%      | Belo Horizonte        | Minas Gerais       |
| Aécio Neves              | PSDB    | 106.702 | 1,06%      | Belo Horizonte        | Minas Gerais       |
| Eduardo Barbosa          | PSDB    | 105.969 | 1,05%      | Pará de Minas         | Minas Gerais       |
| Diego Andrade            | PSD     | 105.803 | 1,05%      | Belo Horizonte        | Minas Gerais       |
| Lincoln Portela          | PR      | 105.731 | 1,05%      | Belo Horizonte        | Minas Gerais       |
| Emidinho Madeira         | PSB     | 105.533 | 1,03%      | Nova Resende          | Minas Gerais       |
| Lafayette Andrada        | PRB     | 103.090 | 1,02%      | Belo Horizonte        | Minas Gerais       |
| Pinheirinho              | PP      | 98.404  | 0,98%      | Belo Horizonte        | Minas Gerais       |
| Sub-Tenente Gonzaga      | PDT     | 93.932  | 0,93%      | Manhuaçu              | Minas Gerais       |
| Margarida Salomão        | PT      | 89.378  | 0,89%      | Juiz de Fora          | Minas Gerais       |
| Dr. Mário Heringer       | PDT     | 89.046  | 0,88%      | Manhumirim            | Minas Gerais       |
| Odair Cunha              | PT      | 87.891  | 0,87%      | Piedade               | São Paulo          |
| Bilac Pinto              | DEM     | 87.683  | 0,87%      | Santa Rita do Sapucaí | Minas Gerais       |
| Fred Costa               | PATRI   | 87.446  | 0,87%      | Belo Horizonte        | Minas Gerais       |
| Domingos Savio           | PSDB    | 80.990  | 0,80%      | São Tiago             | Minas Gerais       |
| Paulo Abi-Ackel          | PSDB    | 79.797  | 0,79%      | Belo Horizonte        | Minas Gerais       |
| Dimas Fabiano            | PP      | 74.223  | 0,74%      | Macaé                 | Rio de Janeiro     |
| Tiago Mitraud            | NOVO    | 71.901  | 0,71%      | Brasília              | Distrito Federal   |
| Vilson da FETAEMG        | PSB     | 70.481  | 0,70%      | Cláudio               | Minas Gerais       |
| Newton Cardoso Jr.       | MDB     | 69.900  | 0,69%      | Belo Horizonte        | Minas Gerais       |
| Leonardo Monteiro        | PT      | 68.686  | 0,68%      | Brejaubinha           | Minas Gerais       |
| Euclydes Pettersen       | PSC     | 65.316  | 0,65%      | Governador Valadares  | Minas Gerais       |
| Lucas Gonzalez           | NOVO    | 64.022  | 0,64%      | Belo Horizonte        | Minas Gerais       |
| Fábio Ramalho            | MDB     | 63.149  | 0,63%      | Brasília              | Distrito Federal   |
| Doutor Frederico         | PATRI   | 60.950  | 0,60%      | Teresópolis           | Rio de Janeiro     |
| Igor Timo                | PODE    | 60.509  | 0,60%      | Virgem da Lapa        | Minas Gerais       |
| Júlio Delgado            | PSB     | 58.413  | 0,58%      | Juiz de Fora          | Minas Gerais       |
| Mauro Lopes              | MDB     | 58.243  | 0,58%      | Entre Folhas          | Minas Gerais       |
| Delegado Marcelo Freitas | PSL     | 58.176  | 0,58%      | Montes Claros         | Minas Gerais       |
| Franco Cartafina         | PHS     | 53.390  | 0,53%      | Uberaba               | Minas Gerais       |
| Charlles Evangelista     | PSL     | 51.626  | 0,51%      | Juiz de Fora          | Minas Gerais       |
| Léo Motta                | PSL     | 51.073  | 0,51%      | Contagem              | Minas Gerais       |
| Luis Tibé                | AVANTE  | 50.474  | 0,50%      | Belo Horizonte        | Minas Gerais       |
| Alê Silva                | PSL     | 48.043  | 0,48%      | Petrópolis            | Rio de Janeiro     |
| Greyce Elias             | AVANTE  | 37.620  | 0,37%      | Patrocínio            | Minas Gerais       |
| Zé Vitor                 | PMN     | 32.833  | 0,33%      | Araguari              | Minas Gerais       |

### Deputados estaduais eleitos
Minas Gerais teve 1.258 candidatos aptos para concorrer a 77 cadeiras de deputado estadual na Assembleia Legislativa de Minas Gerais.

Representação eleita
  PT: 10
  MDB: 7
  PSDB: 7
  PSL: 6
  PV: 5
  PSD: 4
  NOVO: 3
  PHS: 3
  PRB: 3
  PSC: 3
  PTB: 3
  AVANTE: 2
  PATRI: 2
  PDT: 2
  PODE: 2
  PR: 2
  SD: 2
  DC: 1
  DEM: 1
  PCdoB: 1
  PP: 1
  PPS: 1
  PROS: 1
  PRP: 1
  PRTB: 1
  PSB: 1
  PSOL: 1
  REDE: 1

| Candidato(a)                   | Partido | Votos   | Percentual | Cidade de origem     | Unidade federativa |
| ------------------------------ | ------- | ------- | ---------- | -------------------- | ------------------ |
| Mauro Tramonte                 | PRB     | 516.390 | 5,10%      | Poços de Caldas      | Minas Gerais       |
| Sargento Rodrigues             | PTB     | 123.648 | 1,22%      | Medeiros Neto        | Bahia              |
| Bruno Engler                   | PSL     | 120.252 | 1,19%      | Curitiba             | Paraná             |
| Cleitinho                      | PPS     | 115.492 | 1,14%      | Divinópolis          | Minas Gerais       |
| Noraldino Junior               | PSC     | 114.807 | 1,13%      | Juiz de Fora         | Minas Gerais       |
| Cássio Soares                  | PSD     | 113.003 | 1,12%      | Passos               | Minas Gerais       |
| Leandro Genaro                 | PSD     | 98.717  | 0,98%      | Contagem             | Minas Gerais       |
| Beatriz Cerqueira              | PT      | 96.824  | 0,96%      | Belo Horizonte       | Minas Gerais       |
| Léo Portela                    | PR      | 93.895  | 0,93%      | Belo Horizonte       | Minas Gerais       |
| Virgílio Guimarães             | PT      | 91.204  | 0,90%      | Belo Horizonte       | Minas Gerais       |
| Fábio Avelar                   | AVANTE  | 83.718  | 0,83%      | Nova Serrana         | Minas Gerais       |
| Dr. Jean Freire                | PT      | 83.024  | 0,82%      | Pavão                | Minas Gerais       |
| Arlen Santiago                 | PTB     | 82.130  | 0,81%      | Montes Claros        | Minas Gerais       |
| Delegada Sheila                | PSL     | 80.038  | 0,79%      | Presidente Prudente  | São Paulo          |
| Carlos Henrique                | PRB     | 79.088  | 0,78%      | Rio de Janeiro       | Rio de Janeiro     |
| Cristiano Silveira             | PT      | 79.079  | 0,78%      | São João del-Rei     | Minas Gerais       |
| Tito Torres                    | PSDB    | 78.862  | 0,78%      | João Monlevade       | Minas Gerais       |
| Mário Henrique Caixa           | PV      | 76.527  | 0,76%      | Três Pontas          | Minas Gerais       |
| Delegado Heli Grilo            | PSL     | 75.920  | 0,75%      | Uberaba              | Minas Gerais       |
| João Vítor Xavier da Itatiaia  | PSDB    | 75.256  | 0,74%      | Belo Horizonte       | Minas Gerais       |
| Sávio Souza Cruz               | MDB     | 74.822  | 0,74%      | Belo Horizonte       | Minas Gerais       |
| Tadeuzinho                     | MDB     | 72.267  | 0,71%      | Montes Claros        | Minas Gerais       |
| André Quintão                  | PT      | 71.615  | 0,71%      | Belo Horizonte       | Minas Gerais       |
| Marília Campos                 | PT      | 71.329  | 0,70%      | Ouro Branco          | Minas Gerais       |
| Agostinho Patrus               | PV      | 70.055  | 0,69%      | Belo Horizonte       | Minas Gerais       |
| Rosângela Reis                 | PODE    | 70.040  | 0,69%      | Mesquita             | Minas Gerais       |
| Antônio Carlos Arantes         | PSDB    | 69.586  | 0,69%      | Jacuí                | Minas Gerais       |
| Dalmo Ribeiro                  | PSDB    | 69.342  | 0,69%      | Ouro Fino            | Minas Gerais       |
| Charles Santos                 | PRB     | 67.913  | 0,67%      | Cabo Frio            | Rio de Janeiro     |
| João Magalhães                 | MDB     | 67.874  | 0,67%      | Matipó               | Minas Gerais       |
| Dr. Hely                       | PV      | 64.913  | 0,64%      | Uberaba              | Minas Gerais       |
| Ulysses Gomes                  | PT      | 63.776  | 0,63%      | Itajubá              | Minas Gerais       |
| Dr. Wilson Batista             | PSD     | 62.052  | 0,61%      | São João del-Rei     | Minas Gerais       |
| Gustavo Valadares              | PSDB    | 60.687  | 0,60%      | Belo Horizonte       | Minas Gerais       |
| Neilando Pimenta               | PODE    | 60.637  | 0,60%      | Teófilo Otoni        | Minas Gerais       |
| Glaycon Franco                 | PV      | 60.373  | 0,60%      | Conselheiro Lafaiete | Minas Gerais       |
| Doorgal Andrada                | PATRI   | 57.942  | 0,57%      | Barbacena            | Minas Gerais       |
| Celise Laviola                 | MDB     | 57.412  | 0,57%      | Belo Horizonte       | Minas Gerais       |
| Duarte Bechir                  | PSD     | 56.745  | 0,56%      | Cristais             | Minas Gerais       |
| João Leite                     | PSDB    | 56.298  | 0,56%      | Belo Horizonte       | Minas Gerais       |
| Thiago Cota                    | MDB     | 55.870  | 0,55%      | Mariana              | Minas Gerais       |
| Ione Pinheiro                  | DEM     | 55.634  | 0,55%      | Belo Horizonte       | Minas Gerais       |
| Alencar da Silveira Jr.        | PDT     | 54.373  | 0,54%      | Sete Lagoas          | Minas Gerais       |
| Elismar Prado                  | PROS    | 53.842  | 0,53%      | Uberlândia           | Minas Gerais       |
| Leonídio Bouças                | MDB     | 52.624  | 0,52%      | Pompéu               | Minas Gerais       |
| Gil Pereira                    | PP      | 52.146  | 0,52%      | Montes Claros        | Minas Gerais       |
| Bráulio Braz                   | PTB     | 51.657  | 0,51%      | Muriaé               | Minas Gerais       |
| Leninha                        | PT      | 51.407  | 0,51%      | Montes Claros        | Minas Gerais       |
| Luiz Humberto Carneiro         | PSDB    | 50.341  | 0,50%      | Uberlândia           | Minas Gerais       |
| Douglas Melo                   | MDB     | 49.027  | 0,48%      | Sete Lagoas          | Minas Gerais       |
| Dr. Paulo                      | PATRI   | 48.927  | 0,48%      | Pouso Alegre         | Minas Gerais       |
| Coronel Sandro                 | PSL     | 48.533  | 0,48%      | Galileia             | Minas Gerais       |
| Zé Reis                        | PHS     | 45.746  | 0,45%      | Januária             | Minas Gerais       |
| Carlos Pimenta                 | PT      | 43.492  | 0,43%      | Belo Horizonte       | Minas Gerais       |
| Inácio Franco                  | PV      | 42.819  | 0,42%      | Itaberaí             | Goiás              |
| Bosco                          | AVANTE  | 42.556  | 0,42%      | Araxá                | Minas Gerais       |
| Roberto Andrade                | PSB     | 41.903  | 0,41%      | Viçosa               | Minas Gerais       |
| Marquinho Durval               | PT      | 41.852  | 0,41%      | Carbonita            | Minas Gerais       |
| Gustavo Santana                | PR      | 36.573  | 0,36%      | Belo Horizonte       | Minas Gerais       |
| Celinho do SINTTROCEL          | PCdoB   | 35.840  | 0,35%      | Timóteo              | Minas Gerais       |
| Betão                          | PT      | 35.455  | 0,35%      | Juiz de Fora         | Minas Gerais       |
| Laura Serrano                  | NOVO    | 33.813  | 0,33%      | Belo Horizonte       | Minas Gerais       |
| Bartô do Novo                  | NOVO    | 31.991  | 0,32%      | Belo Horizonte       | Minas Gerais       |
| Raul Belém                     | PSC     | 31.788  | 0,31%      | Araguari             | Minas Gerais       |
| Professor Wendel Mesquita      | SD      | 31.772  | 0,31%      | Belo Horizonte       | Minas Gerais       |
| Cleiton Oliveira               | DC      | 31.347  | 0,31%      | Boa Esperança        | Minas Gerais       |
| Osvaldo Lopes                  | PHS     | 31.161  | 0,31%      | Belo Horizonte       | Minas Gerais       |
| Alberto Pinto Coelho - Betinho | SD      | 28.104  | 0,28%      | Belo Horizonte       | Minas Gerais       |
| Coronel Henrique               | PSL     | 27.867  | 0,28%      | Barbacena            | Minas Gerais       |
| Repórter Rafael Martins        | PRTB    | 27.463  | 0,27%      | Belo Horizonte       | Minas Gerais       |
| Fernando Pacheco               | SD      | 25.091  | 0,25%      | Palma                | Minas Gerais       |
| Guilherme da Cunha             | NOVO    | 24.792  | 0,25%      | Belo Horizonte       | Minas Gerais       |
| Ana Paula Siqueira             | REDE    | 23.372  | 0,23%      | Belo Horizonte       | Minas Gerais       |
| Prof. Irineu                   | PSL     | 21.845  | 0,22%      | Vermelho Novo        | Minas Gerais       |
| Gustavo Mitre                  | PSC     | 21.373  | 0,21%      | Belo Horizonte       | Minas Gerais       |
| Zé Guilherme                   | PRP     | 19.341  | 0,19%      | Belo Horizonte       | Minas Gerais       |
| Andréia de Jesus               | PSOL    | 17.689  | 0,17%      | Belo Horizonte       | Minas Gerais       |